# François de Rosières

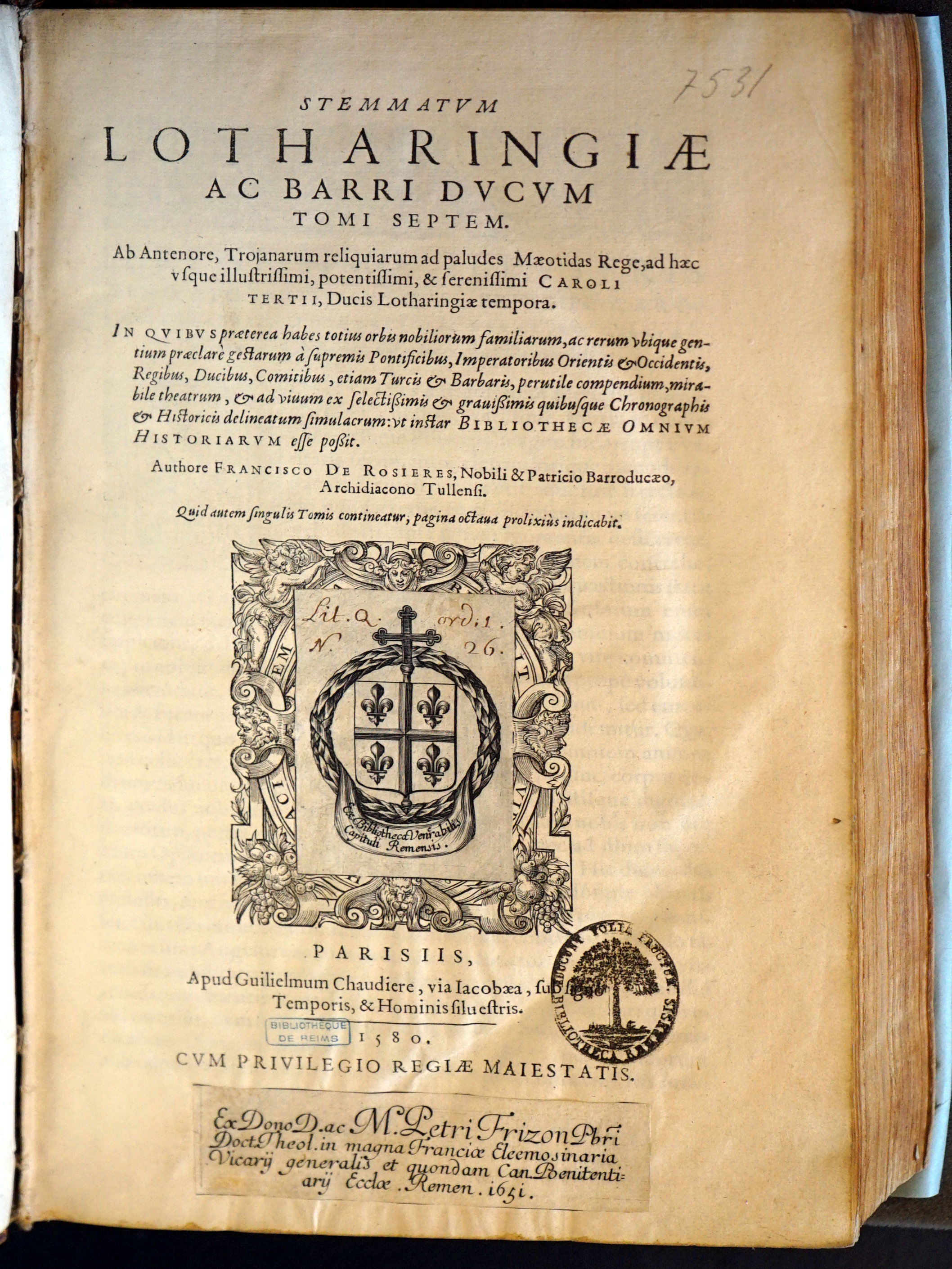
Son Stemmatum du chapitre cathédrale de Reims conservé à la bibliothèque Carnegie (Reims).

François de Rosières (1534-1607), originaire de Bar-le-Duc, fut archidiacre et chanoine de Toul, vicaire épiscopal en 1560, protonotaire, conseiller et maître de requêtes du cardinal Charles de Lorraine à Reims en 1570, aumônier de la cathédrale de Metz en 1580, conseiller au conseil privé du duc de Lorraine Charles III en 1582. La publication de ses Stemmatum Lotharingiae ac Barri ducum tomi septem, où il discrédite la famille royale, lui valut un retentissant procès en France entre décembre 1582 et avril 1583

## Ouvrages
On lui doit aussi les titres imprimés suivants :  
- Sommaire et recueil des vertus morales, intellectuelles et théologales..., Reims, Jean de Foigny, 1571.
- Six livres des politiques, contenant l'origine et estat des cités, condition des personnes, économie & police des monarchies & républiques du monde, tant en temps de paix que de guerre, Reims, Jean de Foigny, 1574.
- Oratio panegyrica ad sanctissimum in Christo patrem et dominum nostrum Clementem PP. VII..., Rome, G. Facciotti, 1596.
- Oratio panegyrica ad perpetuam memoriam faustissimae assumptionis Smi D. N. Pauli papae V..., Pont-à-Mousson, Melchior Bernard, 1605.